# Поместье Подороск
Усадебно-парковый комплекс Чечотов, Усадебно-парковый комплекс Бохвицев — памятник архитектуры классицизма. Построен в конце XVIII века в д. Подороск Волковысского района.
Занесен в Государственный список историко-культурных ценностей Республики Беларусь как объект историко-культурного наследия республиканского значения.

## История

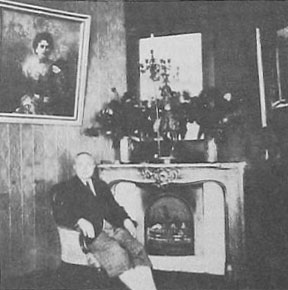
Интерьер усадьбы

Первыми владельцами Подороска были Клочки, а поместьем с середины XVIII в. владели представители рода Грабовских, которые, собственно, и построили здесь первую каменную усадьбу.  25 октября 1843 г. её приобрели Евстафий и Альжбета Пухальские. В 1861 г. Альжбета Пухальская отписала поместье племяннику Альбину Чечоту из Осташино, а от его Подороск перешёл к дочери Альжбете (названной так в честь своей крёстной матери).
В 1875 г. 22-летняя Альжбета стала женой 33-летнего Романа Бохвица, сына известного философа Флориана Бохвица (1799–1856). В 1890 г. поместью Подороск, вместе с поместьями Верусин и Рудава, которые были собственностью Альжбеты Бохвиц, принадлежало 1940 десятин земли. Эта было одно из наиболее хорошо организованных поместий Волковысского уезда Гродненской губернии.
Последним владельцем поместья был сын Альжбеты и Романа Оттон Бохвиц (1880 – 1939) – выпускник Сельскохозяйственной академии в Праге. Он был арестован в 1939 г. и умер в тюрьме в Волковыске.
В советское время здесь сначала размещалась средняя школа. Позже здание было разделено наполовину между колхозным правлением и музыкальной школой. С начале 2004 г. здание пустовало и постепенно старело
Начиная с 2012 г. здание готовили к продаже а в 2013 г. на аукционе весь комплекс приобрёл предприниматель из России Павел Подкорытов. Он планирует создать первый в Беларуси музей шляхты и попутную ему туристическую инфраструктуру.

## Дворец и другие строения усадебно-паркового комплекса

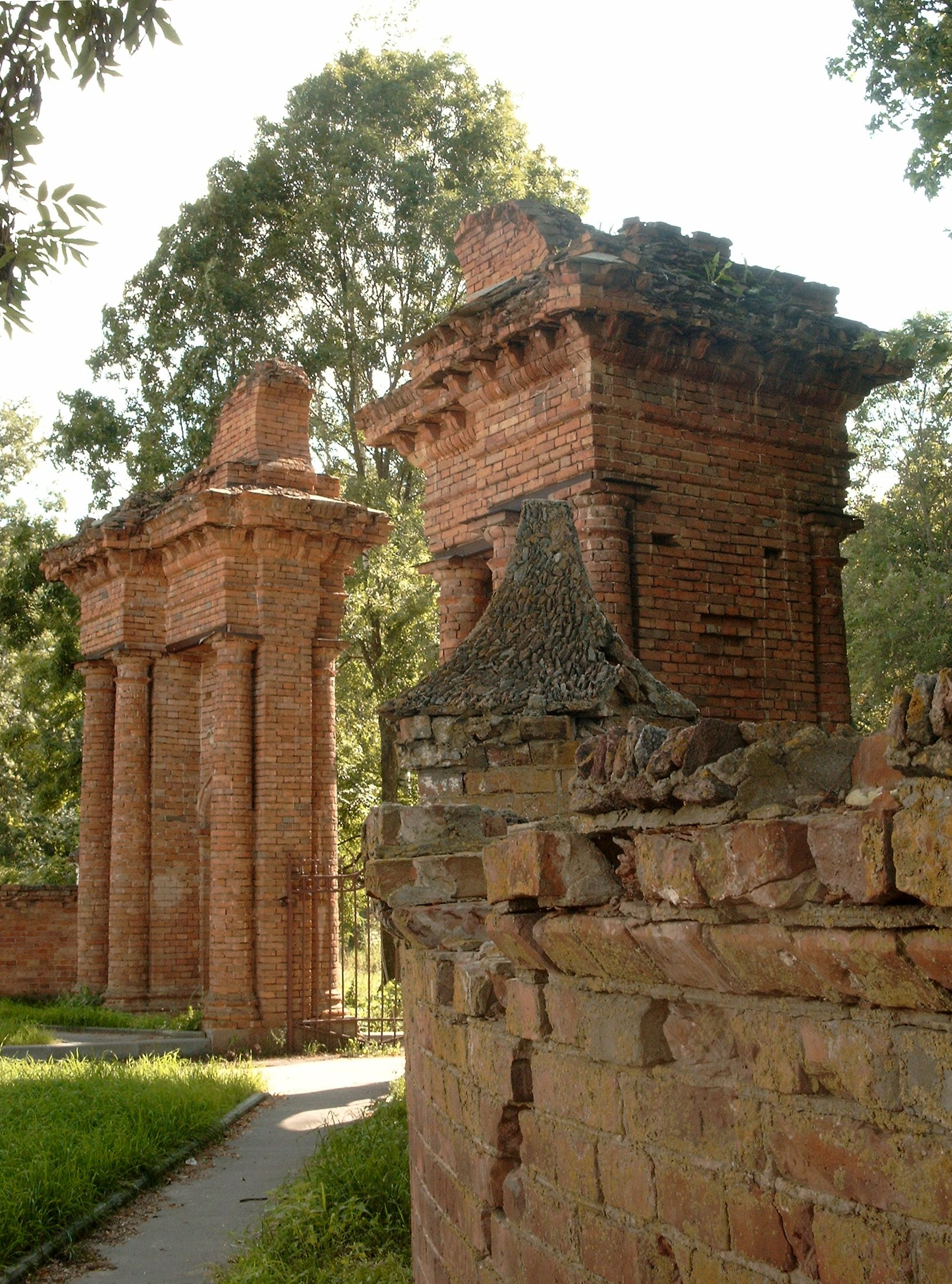
Фрагменты ограды

Комплекс бывшего поместья в Подороске разделен на две части дорогой из Волковыска на Ружаны. На запад от дороги находится обнесенный оградой дворцово-парковый комплекс (считается историко-культурной ценностью), на восток от дороги – бывшая хозяйственная усадьба, которая историко-культурной ценностью не считается. От собственно Подороска комплекс отделен речкой Зельвянкой.
Усадебный дом с мезонином, как предполагается, был построен в конце XVIII в. Грабовскими. Местные жители утверждали, что ранее на печном дымоходе дома находился металлический флажок с датой “1768”. Одноэтажное прямоугольное в плане здание имеет симметричную композицию с двухэтажной каменной центральной частью, выделенной на главным фасаде глубоким портиком с треугольным фронтоном, который был пристроен в второй половине XIX в. по проекту виленского архитектора Лубы. Деревянные боковые крылья оштукатурены и накрыты высокими вальмовыми крышами. В решении портика соединятся столбы, колонны, аркада (на первым этаже), которая поддерживает широкую террасу. Вход оформлен полуротондой с балконом над ней. С тыльной стороны здания находилась терраса с невысокой балюстрадой, которая не сохранилась. Внутренняя планировка анфиладно-коридорная, заменённая в послевоенные времена.
По центральной оси главного входа в дом размещался вестибюль, откуда вела лестница на мезонин. Вестибюль был украшен большими, от пола к потолку, люстрами. На первым этаже было десять больших комнат. Центральное место в доме занимал большой холл с двумя красными диванами и секретером. В гостиной камин украшала конная скульптура Яна Собеского, а также портреты представителей родов Бохвицев и Чечотов. Салон был обставлен мебелью в стиле ампир, а в столовом зале, который иногда использовался как часовня, находился большой овальный стол.
Из других зданий полностью либо частично сохранились бывшая оранжерея (в советское время молочарня), здание бывшей сыроварни (после мастерской, гаража), а также кузница.

## Парк
Окружает усадебный дом парк. Изначально парк состоял из партерной и пейзажной частей с двумя пейзажными аллеями. Газон с парадной стороны дома имел форму прямоугольника, окружённого дорогой. Посередине его находилась игровая площадка. По периметру газона в тёплое время выставлялись растения, которые росли в оранжерее (алоэ, агава, кактус и др.). Наибольшие экземпляры субтропических растений выставлялись перед оранжереей. В парке преобладают местные породы деревьев: берёза, клён, липа, акация и другие. По состоянию на 1987 г. в парк было 23 вида древесных растений, среди которых были ель, грецкий орех, лиственница, белая акация. Парадная часть усадьбы и парк охвачены с двух сторон капитальной кирпичной оградой, столбы которой имеют оригинальное завершение.

## Хозяйственный двор
Застройка хозяйственной усадьбы начала формироваться с 1860-х гг. и изначально состояла из винокурни и некоторых других каменных построек. По состоянии на 1900 г. винокуренный завод принадлежал Елизавете (Альжбете) Бохвиц и вырабатывал картофельный и зерновой спирт стоимостью на 14835 рублей, а также барды на 1200 рублей. В заведении работало 8 человек, датой его открытия записан 1887 г.  По данным инвентаря 1911 г. в поместье Романа Оттона Бохвица было две винокурни, кирпичный и скипидарный заводы, водяная мельница, несколько домов для работников, коровник на 130 коров, овчарня (2000 овец), сараи. В хозяйстве были паровая молотилка, паровая машина для добыче торфа, другие сельскохозяйственные устройства.
Отдельно на возвышенности размещались часовня с фамильными захоронениями. Сохранились руины крипты, которая в советское время использовалась как скотомогильник.
Большая часть построек бывшего хозяйственного двора сегодня не используется. Спиртзавод (бывшая винокурня) закрыт в начале 2000-х гг.

## "Поместье Подороск"
После выкупа усадебно-паркового ансамбля было создано частное предприятие “Поместье Подороск”, которое ставит своей задачей восстановление всего комплекса. Проведены археологические и архитектурные исследования, сделан анализ парковых насаждений, восстановлены главные ворота в парк, приспособлены к использованию в туристических целях бывшие сыроварня и кузница. Ведется подготовка к началу восстановления главного здания комплекса и открытия в нём музея истории белоруской шляхты.